# Sárgatorkú köviveréb
A sárgatorkú köviveréb (Gymnoris superciliaris)  a madarak osztályának verébalakúak (Passeriformes) rendjébe és a verébfélék (Passeridae) családja tartozó faj.

## Rendszerezése
A fajt Edward Blyth angol zoológus írta le 1882-ben, Gymnorhis superciliaris néven. Sorolták a Petronia nembe Petronia superciliaris néven is.

## Alfajai
- Gymnoris superciliaris bororensis (Roberts, 1912)
- Gymnoris superciliaris flavigula (Sundevall, 1850)
- Gymnoris superciliaris rufitergum (Clancey, 1964)
- Gymnoris superciliaris superciliaris Blyth, 1845[2]

## Előfordulása
Afrika középső és déli részén, Angola, Botswana, Burundi, a Dél-afrikai Köztársaság, Gabon, a Kongói Köztársaság, a Kongói Demokratikus Köztársaság, Malawi, Mozambik, Namíbia, Szváziföld, Tanzánia, Zambia és Zimbabwe területén honos.
Természetes élőhelyei szubtrópusi és trópusi száraz erdők, szavannák és cserjések, valamint szántóföldek és vidéki kertek. Állandó, nem vonuló faj.

## Megjelenése
Testhossza 16 centiméter, testtömege 22-30 gramm.

## Természetvédelmi helyzete
Az elterjedési területe rendkívül nagy, egyedszáma pedig stabil. A Természetvédelmi Világszövetség Vörös listáján nem fenyegetett fajként szerepel.